# MOROP
El acrónimo MOROP designa a la Unión europea de modelismo ferroviario y de amigos del ferrocarril. Este nombre se compone de las palabras MOdellbahn (en alemán Modelismo ferroviario, Modelisme ferroviaire, Model Railroad) y EuROPa. Esta federación internacional tiene actualmente su sede en Berna (Suiza).
Fundada en 1954 en Génova (Italia), el MOROP reagrupa hoy en día 22 asociaciones nacionales de 17 países europeos, y su actividad principal consiste en promover el modelismo ferroviario y crear las Normas europeas de modelismo (NEM). Mantiene estrechos contactos la NMRA (National Model Railroad Association) norteamericana y busca, en la medida de lo posible, la compatibilidad entre las normas aplicables a ambos lados del Atlántico.
Las lenguas de trabajo son el alemán y el francés, por lo que todas las normas están disponibles en ambos idiomas, lo cual no obsta para que las asociaciones nacionales no las traduzcan también a sus lenguas nacionales.
Todos los años se celebra un congreso a finales de verano, en el marco del cual se organizan reuniones de trabajo, la asamblea general y excursiones para descubrir los ferrocarriles de la región en cuestión. Los últimos congresos de MOROP tuvieron lugar en 2000 en Lisboa, 2002 en Lyon, 2003 en Dresde, 2004 en Brig (Suiza), 2006 en Kosice (Eslovaquia), 2007 en Ilmenau (Alemania), 2008 en Amberes (Bélgica), 2010 en Stralsund (Alemania), 2011 en Barcelona, 2012 en Mersault (Francia), 2013 en Berlín, 2014 en Génova (se celebró el 60 aniversario en las mismas dependencias donde se fundó), 2015 en Landsberg am Lech (Alemania), 2016 en Wernigerode (Alemania), 2017 en Groningen (Holanda), 2018 en Viena (Austria), 2019 en Biena (Suiza) y en 2022 en Budapest (Hungría).

## Representantes nacionales
- Alemania:
  - ARGE Spur 0 (Internationale Arbeitsgemeinschaft Modellbahnbau Spur 0 e.V.), grupo para la escala 0
  - BDEF (Bundesverband Deutscher Eisenbahn-Freunde e.V.)
  - SMV (Sächsische Modellbahner Vereinigung)

- Austria:
  - VOEMEC (Verband Österreichischer Modell-Eisenbahn-Clubs)

- Bélgica:
  - ASBL FEBELRAIL VZW (Fédération des Associations belges d'amis du Rail / Federatie van belgische verenigingen van spoorbelangstellenden)
  - 0-FORUM (Fédération belge du Zéro / Belgische Nulspoor Federatie)

- Dinamarca:
  - DMJU (Dansk Model Jernbane Unions)

- Eslovaquia:
  - Zväz modelárov Slovenska, Združenie železničných modelárov Slovenska

- España:
  - FCAF (Federació Catalana d'Amics del Ferrocarril)

- Francia:
  - Cercle Du Zéro
  - FFMF (Fédération française de modélisme ferroviaire)
  - GEMME (Groupe d'étude du modélisme ferroviaire à voie métrique et étroite]

- Hungría:
  - MAVOE (Magyar Vasútmodellezők es Vasútbarátok Országos Egyesülete)

- Italia:
  - FIMF (Federazione Italiana Modellisti Ferroviare)

- Luxemburgo:
  - MBM a.s.b.l. (Modelleisebunn Bassin Minier)

- Noruega:
  - MJF (Modeljernbaneforeningen I Norge)

- Países Bajos:
  - NVBS (Nederlandse Vereniging van Belangstellende in het Spoor en Tramwegweze)

- Polonia:
  - PZMKIMK (Polski Zwiazek Modelarzy Kolejowych i Milosników Kolei)

- Portugal:
  - APAC (Associação Portuguesa dos Amigos do Caminho de ferro)

- República Checa:
  - SMČR, KŽeM CR (Svaz modelářů České republiky, Klub železničních modelářů)

- Rumania:
  - TCR (Tren Clubul Roman)

- Suiza:
  - SVEA-ASEA (Schweizerische Verband Eisenbahn-Amateur)